# (467186) 2016 EW116
(467186) 2016 EW116 es un asteroide perteneciente al cinturón de asteroides, descubierto el 26 de septiembre de 1995 por el equipo Spacewatch desde el Observatorio Nacional de Kitt Peak (Arizona, Estados Unidos).